# Amena Karimyan
Amena Karimyan (Herate, 1996) é uma astrônoma afegã, ativista dos direitos das mulheres e pioneira na astronomia em seu país. Também é engenheira civil e fundadora da Kayhana Astronomical Group, uma organização que incentiva jovens e mulheres na área da astronomia. Foi classificada como uma das 100 mulheres mais inspiradoras do mundo, pela BBC 100 Women, no ano de 2021. 

## Biografia
Karimyan se formou em engenharia civil na Universidade de Herate. Trabalhou como engenheira, no projeto UN-Habitat da Organização das Nações Unidas (ONU). Em 2018, Karimyan e Sohail Karimi fundaram o Kayhana Astronomical Group. Quando o Talibã tomou o Afeganistão, em 2021, recebeu ameaças e precisou fugir. Atravessou a fronteira para o Paquistão para chegar até a embaixada da Áustria para pegar um visto concedido anteriormente para estudos científicos no país. Durante sua viagem, o Talibã a capturou e a espancou . Quando foi libertada e seguiu viagem. Na chegada à embaixada, negaram seu visto. Um grupo de jornalistas a ajudaram, e apelaram para o Governo Austríaco. O caso chamou a atenção do Governo Alemão, que concedeu um visto para Karimyan, que atualmente está refugiada na Alemanha.

## Prêmios
- Telescopes for All da União Astronômica Mundial (2021).[1]